# Pristipomoides
Pristipomoides is een geslacht van straalvinnige vissen uit de familie van de snappers (Lutjanidae), orde baarsachtigen (Perciformes). De vissen uit dit geslacht komen van nature voor op grotere diepten.

## Soorten
- Pristipomoides aquilonaris (Goode & Bean, 1896)
- Pristipomoides argyrogrammicus (Valenciennes, 1832)
- Pristipomoides auricilla (Jordan, Evermann & Tanaka, 1927)
- Pristipomoides filamentosus (Valenciennes], 1830)
- Pristipomoides flavipinnis Shinohara, 1963
- Pristipomoides freemani Anderson, 1966
- Pristipomoides macrophthalmus (Müller & Troschel, 1848)
- Pristipomoides multidens (Day, 1871)
- Pristipomoides sieboldii (Bleeker, 1855)
- Pristipomoides typus Bleeker, 1852
- Pristipomoides zonatus (Valenciennes, 1830)